# 12. august
12. august er dag 224 i året i den gregorianske kalender (dag 225 i skudår). Der er 141 dage tilbage af året.
- Dagens navn er Clara, hun er vaskekonernes skytshelgen, der grundlægger clarissernes nonneorden i overensstemmelse med franciskanernes regler. Hun grundlægger det første Clara-kloster i Sankt Damiano kirken i Assisi. Hun dør i år 1253. Det første danske Clara-kloster stiftes i Roskilde i 1256, heraf navnet Klareboderne.

- FN's Internationale ungdomsdag.

### Begivenheder
Født - Dødsfald
- 1099 - Under det første korstog besejrer korsfarerne egypterne ved Ascalon på den palæstinensiske kyst. Slaget anses som det sidste under det første korstog.[1]
- 1323 - Sverige og Republikken Novgorod indgår Nöteborg-traktaten, der afslutter de svensk-novgorodiske krige og afklarer grænserne mellem de to lande.[2]
- 1450 - Under Hundredårskrigen opgiver englænderne Cherbourg, hvorefter Karl 7.'s erobring af Normandiet er fuldført.
- 1499 - Den osmanniske flåde besejrer Republikken Venedigs flåde ved Sapienza.
- 1515 - Christian 2. fejrer bryllup med Elisabeth af Habsburg.
- 1553 - Pave Julius 3. beordrer jødiske talmud-skrifter konfiskeret og brændt.
- 1687 - Ved slaget ved Mohács lider Det Osmanniske Rige et knusende nederlag til tropper fra Det tysk-romerske Rige under ledelse af hertug Karl 5. af Lothringen. Nederlaget ryster osmannerne og medfører omfattende mytterier og afsættelse af sultan Mehmed 4.
- 1759 - Det Russiske Kejserriges hær under general Pjotr Soltikov og østrigerne under general Ernst von Laudon slår 40.000 preussere under Frederik den Store i slaget ved Kunersdorf i Syvårskrigen (1756–1763).
- 1813 - Kejserriget Østrig erklærer krig mod Napoleon.
- 1851 - Isaac Singer opnår patent på sin symaskine.[3]
- 1865 - Den britiske læge og videnskabsmand Joseph Lister gennemfører den første antiseptiske operation.

- 1877 - Den engelske opdagelsesrejsende Henry Morton Stanley når frem til mundingen af Congofloden.
- 1877 - Asaph Hall opdager Mars-månen Deimos.
- 1883 - Den sidste quagga dør i Amsterdams zoologiske have, arten er herefter uddød.
- 1887 - Thomas Edison laver sin første lydoptagelse.[kilde mangler]
- 1898 - USA annekterer Hawaii - der i 1959 bliver USA's 50. delstat.
- 1914 - Storbritannien erklærer Østrig-Ungarn krig.
- 1914 - "Tykke Bertha" for første gang i brug. Det sker mod Fort Pontisse ved Liège. Den 43 tons tunge "Tykke Bertha", opkaldt efter fabrikanten Bertha Krupp, kan afsende granater over en afstand af ca. 15 km.
- 1920 - Under Den polsk-sovjetiske krig indledes Slaget ved Warszawa, der fører til polsk sejr over Den røde hær.
- 1938 - Det tyske militær mobiliseres.
- 1941 - Marskal Philippe Pétain opfordrer franskmændene til at støtte nazisterne.
- 1942 - Josef Stalin og Winston Churchill mødes i Moskva.
- 1943 - Tyskerne forlader Sicilien.
- 1944 - Winston Churchill mødes med Jugoslaviens marskal Tito.
- 1944 - En rørledning under Den engelske kanal fra Isle of Wight, "Operation Pluto" ("Pipe Line Under The Ocean") begynder at levere brændstof til de allierede styrker i Europa. Den kan overføre indtil 700 tons brændstof i døgnet.
- 1944 - Tyske tropper afslutter Wolamassakren i Warszawa, hvor de i løbet af en uge har myrdet mellem 70.000 og 90.000 civile polakker.
- 1952 - Tretten fremtrædende jødiske intellektuelle henrettes i Moskva under De myrdede poeters nat.
- 1953 - Sovjetunionen foretager i Kasakhiske SSR sin første prøvesprængning af en brintbombe, "RDS-6s" (Joe 4).
- 1960 - Echo 1, NASA's første succesfulde kommunikationssatellit, opsendes fra Cape Canaveral i Florida.[4]
- 1960 - FN-tropper rykker ind i Katanga, som har revet sig løs fra Den Demokratiske Republik Congo. Med soldaterne er FN's generalsekretær Dag Hammarskjöld.
- 1961 - DDR's leder Walter Ulbricht underskriver et dekret om opførelse af en mur mellem Østberlin og Vestberlin, grænsen lukkes samme nat og opførelsen af Berlinmuren begynder næste morgen.
- 1962 - Vostok 4 sendes op med Pavel Popovich om bord.
- 1964 - Sydafrika udelukkes fra De olympiske lege som følge af landets apartheidpolitik.
- 1965 - Første kvindelige højesteretsdommer i England udnævnes.
- 1969 - 3 dages gadekampe begynder i Londonderry i Nordirland efter en protestantisk march gennem byen.
- 1971 - Syrien afbryder diplomatiske forbindelser med Jordan og nægter dem overflyvningsret til Amman som følge af konflikt mellem regeringen og palæstinensiske guerillastyrker.
- 1977 - Rumfærgen Enterprise foretager sin første prøveflyvning og testlanding efter at være opsendt på ryggen af en jumbojet.
- 1978 - Kina og Japan underskriver en historisk freds- og venskabsaftale i Peking.
- 1981 - IBM sender sin første personlige computer på markedet under navnet IBM PC.
- 1985 - Swissairs kontor i København raseres af 2 bomber.
- 1985 - En Boeing 747, Japan Airlines Flight 123, styrter ned i et bjergområde under en flyvning mellem Tokyo International Airport og Osaka. 520 ud af de 524 ombordværende omkommer i den værste flyulykke nogensinde med et enkelt fly.
- 1988 - Lauritzen-koncernen lukker Aalborg Værft.
- 1992 - USA, Mexico og Canada enes om en frihandelszone med North American Free Trade Agreement (NAFTA).
- 1993 - 3 bestyrelsesmedlemmer i Nordisk Fjer idømmes bøder.
- 1995 - Poul Nyrup Rasmussen aflyser Det kongelige Teaters turné i Paris i protest mod franske atomprøvesprængninger.
- 2000 - Ruslands flådes ubåd Kursk eksploderer og synker under en øvelse i Barentshavet og alle 118 ombordværende omkommer.
- 2001 - Den tidligere morddømte HA-rocker Jørn "Jønke" Nielsen anholdes i forbindelse med et knivdrab på en Bandidos rocker i Aalborg.
- 2015 - En lagerbygning, hvor der blev opbevaret kemikalier, eksploderer i Tianjinj i det østlige Kina.
- 2025 - 1. etape af PostNord Danmark Rundt 2025 er første gang cykelløbet Danmark Rundt besøger Bornholm.

### Født
- 1503 - Christian 3., dansk-norsk konge (død 1559).
- 1644 - Heinrich Ignaz Franz von Biber, bøhmisk komponist og violinist (død 1704).
- 1762 - George 4., engelsk konge (død 1830).
- 1775 - Malthe Conrad Bruun, dansk digter, publicist og geograf (død 1826).
- 1837 - Hans Christian Holch, dansk politiker (død 1906).
- 1881 - Cecil B. DeMille, amerikansk filminstruktør og -producer (død 1959).
- 1887 - Erwin Schrödinger, østrigsk fysiker (død 1961).
- 1888 - Axel, dansk prins, forretningsmand og IOC-medlem (død 1964).
- 1892 - Hans Hartvig Seedorff, dansk digter (død 1986).
- 1896 - Ejner Federspiel, dansk skuespiller (død 1981).
- 1913 - Richard L. Bare, amerikansk instruktør (død 2015).
- 1919 - Margaret Burbidge, engelsk astrofysiker (død 2020).
- 1924 - Muhammad Zia-ul-Haq, pakistansk politiker og præsident (død 1988).
- 1930 - George Soros, amerikansk finansmand.
- 1934 - Robert Koch-Nielsen, dansk advokat.
- 1939 - George Hamilton, amerikansk filmskuespiller.
- 1945 - Sten Kaalø, dansk forfatter og præst.
- 1949 - Mark Knopfler, engelsk musiker og komponist.
- 1952 - Chen Kaige, kinesisk filminstruktør.
- 1954 - Pat Metheny, amerikansk guitarist.
- 1960 - Laurent Fignon, fransk cykelrytter (død 2010).
- 1962 - Pusle Helmuth, dansk skuespillerinde.
- 1963 - Christian H. Hansen, dansk folketingsmedlem.
- 1971 - Pete Sampras, amerikansk tennisspiller.
- 1976 - Lina Rafn, dansk sanger og sangskriver i Infernal.
- 1977 - Jesper Grønkjær, dansk fodboldspiller.
- 1977 - Rune Rask, dansk musik producer Suspekt mfl.
- 1981 - Djibril Cissé, fransk fodboldspiller.
- 1990 - Mario Balotelli, italiensk fodboldspiller
- 1991 - Mads Mensah Larsen, dansk håndboldspiller

### Dødsfald
- 30 f.Kr. - Kleopatra 7., egyptisk dronning (født 69 f.Kr.) - selvmord.
- 1848 - George Stephenson, engelsk ingeniør og jernbanepioner (født 1781).
- 1928 - Leoš Janácek, tjekkisk komponist (født 1854).
- 1955 - Thomas Mann, tysk forfatter og modtager af Nobelprisen i litteratur (født 1875).
- 1964 - Ian Fleming, engelsk forfatter og flådeofficer (født 1908).
- 1982 - Henry Fonda, amerikansk skuespiller (født 1905).
- 1988 - Caja Heimann, dansk skuespiller (født 1918).
- 1988 - Jean-Michel Basquiat, amerikansk maler (født 1960).
- 1992 - John Cage, amerikansk komponist (født 1912).
- 2002 - Knud Lundberg, dansk sportsmand, forfatter og journalist (født 1920).
- 2003 - Else Marie, dansk skuespiller og sanger (født 1904).
- 2012 - Joe kubert, amerikansk illustrator (født 1926)